# 산딸기 5
《산딸기 5》는 한국에서 제작된 김수형 감독의 1991년 드라마, 에로 영화이다. 국희 등이 주연으로 출연하였고 김수형 등이 제작에 참여하였다.

## 출연

### 주연
- 국희
- 이영욱
- 소비아
- 김도은

### 조연
- 주상호
- 한명환
- 오도규
- 박예숙
- 박용팔
- 장인한
- 황춘수
- 권일정

## 기타
- 제작부장: 차성춘
- 제작지원: 조성희
- 조명: 신준하
- 조연출: 전승원
- 조연출: 김구
- 조연출: 박찬목
- 녹음: 손인호
- 녹음: 한양녹음실
- 미술: 김유준
- 의상: 이해윤
- 소품: 이태우
- 효과: 이재희